# Miljevac (Nevesinje)
Pour les articles homonymes, voir Miljevac.
Miljevac (en serbe cyrillique : Миљевац) est un village de Bosnie-Herzégovine. Il est situé dans la municipalité de Nevesinje et dans la république serbe de Bosnie. Selon les premiers résultats du recensement bosnien de 2013, il compte 1 164 habitants.

## Démographie

### Évolution historique de la population dans la localité
| 1948 | 1953 | 1961 | 1971 | 1981 | 1991 | 2013  |
| ---- | ---- | ---- | ---- | ---- | ---- | ----- |
| -    | -    | 185  | 184  | 263  | 390, | 1 164 |

|  |